# マイク・シャンク

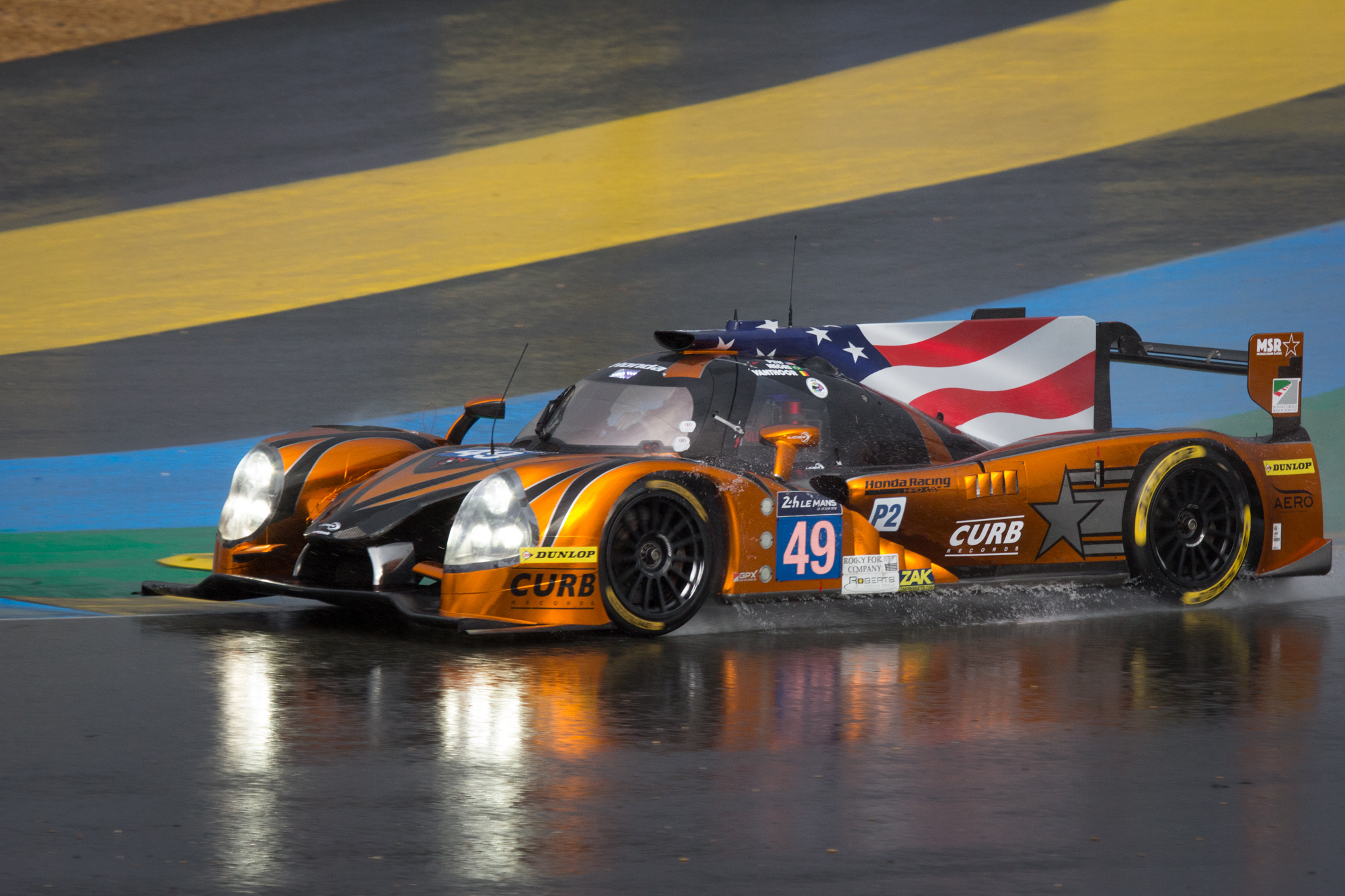
リジェ・JS P2-ホンダ（2016年ルマン24時間レース）

マイク・シャンク（マイケル・シャンク）（Michael Shank 1966年9月22日−）は、アメリカ合衆国オハイオ州コロンバス出身の、マイヤー・シャンク・レーシングのチームオーナーであり、元レーシングドライバーである。彼は1989年にレースを開始し、SCCAオハイオバレー地域の新人ドライバーオブザイヤーを受賞した。また1996年のアトランティック・チャンピオンシップのC2クラスでドライバーズチャンピオンを獲得した。そして引退前、1996年-97年のIRLシーズンの1997年ラスベガス・モーター・スピードウェイでの、ラスベガス・500Kで1レースを走った。
マイヤー・シャンク・レーシングのオーナーとしては、1999年のアトランティック・チャンピオンシップでサム・ホーニッシュ・ジュニアが、ルーキーオブザイヤーのタイトルを獲得した時、マシンのオーナーであった。シャンクは、フォーミュラ・アトランティックのチームオーナーオブザイヤーに2度選ばれた。

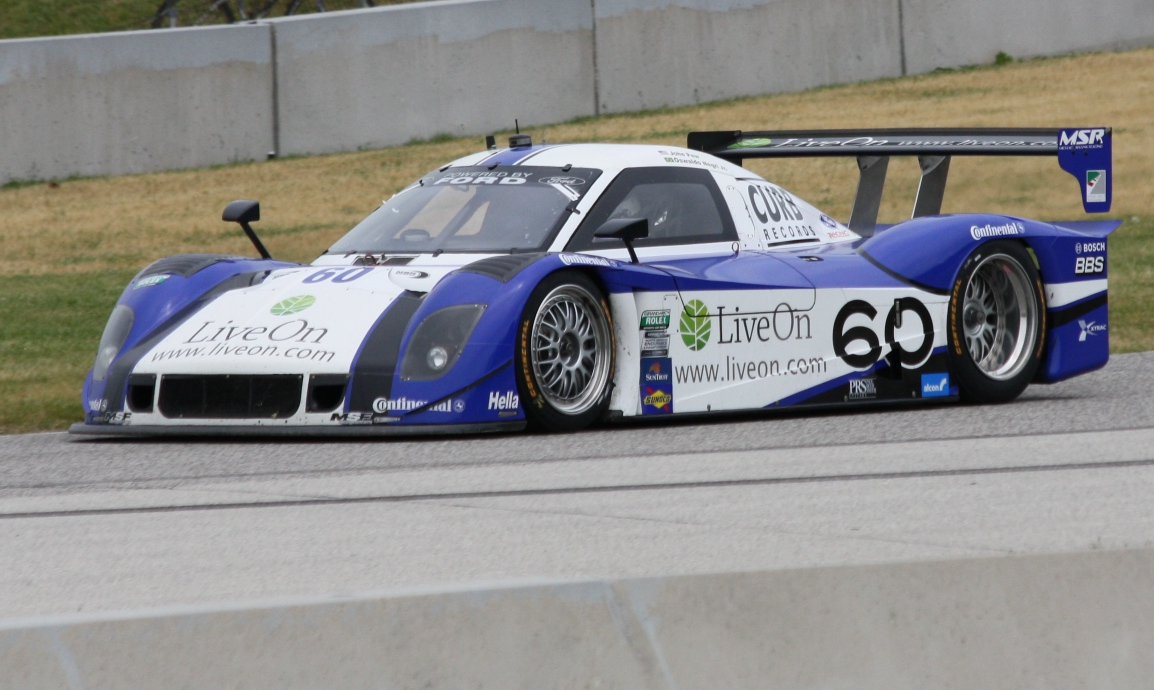
ライリー・Mk.XXVI－フォード（2012年）

2012年、グランダム・シリーズのデイトナ24時間レースで、ジャスティン・ウィルソン、A.J.アルメンディンガー、オズワルド・ネグリ Jr、ジョン・ピュー組のチームのデイトナ・プロトタイプが、初のデイトナ総合優勝を果たした。
2021年、エリオ・カストロネベスが、インディ500で優勝した。カストロネベスは4回目のインディ500での勝利であり、インディカー・シリーズでのチーム初の勝利だった。

## アメリカン・オープンホイールレースの戦績

### SCCAナショナルチャンピオンシップランオフ
| 年   | トラック         | マシン          | クラス                         | ゴール | スタート | Status  |
| ---- | ---------------- | --------------- | ------------------------------ | ------ | -------- | ------- |
| 1988 | ロードアトランタ | スウィフト・DB2 | S2000                          | 23     | 3        | Running |
| 1994 | ミッドオハイオ   | ラルト RT5      | フォーミュラ・アトランティック | 9      | 3        | Running |

### インディー・レーシング・リーグ
| 年      | チーム                         | シャーシ               | エンジン       | 1   | 2   | 3   | 4   | 5    | 6   | 7    | 8   | 9   | 10     | ランキング | Points |
| ------- | ------------------------------ | ---------------------- | -------------- | --- | --- | --- | --- | ---- | --- | ---- | --- | --- | ------ | ---------- | ------ |
| 1996–97 | ニエンハウス・モータースポーツ | ライリー&スコット Mk V | オールズモビル | NWH | LSV | WDW | PHX | INDY | TXS | PPIR | CLT | NH2 | LV2 16 | 46位       | 19     |